# Turbinella laevigata
Turbinella laevigata is een slakkensoort uit de familie van de Turbinellidae. De wetenschappelijke naam van de soort is voor het eerst geldig gepubliceerd in 1838 door Anton.